# Inari Vachs
Inari Vachs (ur. 2 września 1974 w Detroit) – amerykańska aktorka i reżyserka filmów pornograficznych. Wybrała jako swój pseudonim japońskiej bogini szczęścia Inari jako obraz kobiety z długimi, rozwianymi włosami, a Vachs to jej ulubiony pisarz Andrew Vachss.

## Życiorys

### Wczesne lata
Urodziła się w Detroit w stanie Michigan. Jej rodzice pochodzili z Serbii. Wychowywała się w Chicago w stanie Illinois. W 1992 ukończyła Roseville High School w Roseville w Michigan. Pracowała w korporacji, zaczynając od zarządzania biurem, a następnie przechodząc do sprzedaży i marketingu w ubezpieczeniach na życie i finansach.

### Kariera
W listopadzie 1997, w wieku 23 lat debiutowała na ekranie w filmie Luca Wyldera Master's Choice 3. Pojawiła się potem w produkcjach Vivid, Metro, Venus Productions, Wicked Pictures, Elegant Angel, Vivid, Jill Kelly Productions, Zane Entertainment Group, Evil Angel, Brazzers, Anabolic Video, Adam & Eve i Digital Playground.
W 2000 zdobyła nagrodę AVN dla najlepszej wykonawczyni roku. Kolejne nagrody, które wygrała Vachs, to XRCO Award dla najlepszej aktorki w 2000 i Orgasmic Vocalist w 2001. 
Wystąpiła w filmach: Personals II: CasualSex.com (2001) jako Sam, Sex Court: The Movie (2001) jako Jessie i Forbidden (2002) jako CeCe Lynn. Jej zdjęcia publikowano także w magazynach dla dorosłych, w tym „Raunchy Couples” (vol.14 #4 2002). 
W 2003 Inari założyła własną firmę produkcyjną o nazwie IV Multimedia. W 2005 była współgospodarzem serialu telewizyjnego Playboy Naughty Amateur Home Videos. 
W 2010 została wprowadzona do Galerii Sław XRCO. W 2011 w duecie z Tomem Byronem była gospodarzem gali wręczenia nagród XRCO Awards.
Poza planem filmowym przyjaźniła się z Devon Michaels, Cheyenne Silver (1999) i Nikitą Denise (2007).

### Życie prywatne
23 lipca 1997 wyszła za mąż za sympatię z liceum Brandona Christophera Stewarta Greene, który od końca lat dziewięćdziesiątych jest kulturystą. Jednak doszło do rozwodu. 29 listopada 2014, jej drugi były mąż Justin zginął w wypadku w wieku 36 lat. Mieli dwoje dzieci: córkę Justice (ur. 2005) i syna Kamdena (ur. 2011).

## Nagrody i nominacje
| Rok  | Nagroda    | Kategoria                                  | Film                      | Inni wykonawcy          | Rezultat  |
| ---- | ---------- | ------------------------------------------ | ------------------------- | ----------------------- | --------- |
| 1999 | XRCO Award | Gwiazdka roku                              | -                         | -                       | Nominacja |
| 2000 | AVN Award  | Wykonawczyni roku                          | -                         | -                       | Wygrana   |
| 2000 | AVN Award  | Najlepsza aktorka - film                   | The Awakening (1999)      | -                       | Nominacja |
| 2000 | XRCO Award | Samotna wykonawczyni                       | The Awakening (1999)      | -                       | Wygrana   |
| 2000 | XRCO Award | Orgasmic Oralist                           | -                         | -                       | Nominacja |
| 2000 | XRCO Award | Wykonawczyni roku                          | -                         | -                       | Nominacja |
| 2001 | Hot d'Or   | Najlepsza aktorka amerykańska              | Aroused (1999)            | -                       | Nominacja |
| 2001 | XRCO Award | Orgasmic Oralist                           | -                         | -                       | Wygrana   |
| 2001 | XRCO Award | Najlepsza scena seksu męsko-damska         | West Side (2000)          | Lexington Steele        | Nominacja |
| 2001 | AVN Award  | Najlepsza scena seksu pary - wideo         | West Side (2000)          | Lexington Steele        | Wygrana   |
| 2001 | AVN Award  | Najlepsza aktorka - wideo                  | West Side (2000)          | -                       | Nominacja |
| 2001 | AVN Award  | Najlepszą scena seksu analnego             | Façade (2000)             | Randy Spears            | Wygrana   |
| 2001 | AVN Award  | Najlepsza aktorka - film                   | Façade (2000)             | -                       | Nominacja |
| 2001 | AVN Award  | Wykonawczyni roku                          | -                         | -                       | Nominacja |
| 2002 | XRCO Award | Najlepsza scena samych dziewczyn           | No Man's Land 33 (2001)   | Jewel De'Nyle           | Wygrana   |
| 2003 | AVN Award  | Najlepsza scena samych dziewczyn           | Dripping Wet Sex 1 (2002) | Jenna Haze              | Nominacja |
| 2010 | XRCO Award | XRCO Hall of Fame                          | -                         | -                       | Wygrana   |
| 2012 | AVN Award  | MILF/Kuguarzyca roku                       | -                         | -                       | Nominacja |
| 2012 | AVN Award  | Najlepsza scena seksu podwójnej penetracji | Harder (2011)             | Tommy Gunn i Jack Vegas | Nominacja |
| 2012 | AVN Award  | Hall of Fame                               | -                         | -                       | Wygrana   |
| 2012 | XRCO Award | MILF roku                                  | -                         | -                       | Nominacja |